# 周丰林
周丰林（1981年8月—），湖南沅陵人，白族，中国共产党党员。中国人民解放军火箭军96834部队三级军士长、第十三届全国人民代表大会解放军和武警部队代表。

## 生平
周丰林入伍多年，服役于中国人民解放军火箭军96834部队（部队驻地在湖南省怀化市，未知是否是火箭军第六十三基地）某分队。他“以雷锋为榜样，15年坚持捐资助学、扶贫帮困，累计捐款30余万元，资助95名少数民族贫困学生重返校园[……]”。荣获全国扶贫开发先进个人、全国向上向善好青年、全国拥政爱民模范、全军学雷锋先进个人等称号，荣立一等功、二等功、三等功各1次。
2018年，担任中国人民解放军火箭军某基地汽车修理技师、三级军士长的周丰林被选为解放军和武警部队出席第十三届全国人民代表大会代表。